# Rosario + Vampire
Rosario + Vampire (яп. ロザリオとバンパイア) — японська манґа, створена манґакою — Ікеда Акіхіса (яп. 池田晃久). Виходила в журналі «Monthly Shonen Jump» з 2004 по червень 2007 року. У вересні 2007 року додаткова глава була опублікована в «Weekly Shonen Jump». З листопада 2007 року манґа виходить в журналі «Jump Square». Манґа була адаптована в 13-серійний аніме-серіал студією «Gonzo», який транслювався у Японії з січня по березень 2008 року. Другий сезон серіалу транслювався з жовтня по грудень 2008 року.

## Сюжет
15-річний Аоно Цукуне завалив вступні іспити в старшу школу, куди поступили всі його друзі. Пропав би у хлопця цілий рік, але його батькові до рук потрапило запрошення в Примарну Академію, куди беруть з будь-якими оцінками. Щасливі батьки тут же зібрали сина в дорогу.
Цукуне дуже здивувався, коли автобус випірнув з довгого тунелю у світ, де небо червоного кольору, немає супутникового зв'язку та літають миші, що розмовляють людською мовою. Втім, Цукуне про все це забув, коли на нього в буквальному розумінні звалилася з неба таємнича красуня Мока, що мандрувала у пошуках друзів.
Як виявилося Цукуне помилково попав у схований від людей коледж для демонів, де навчаються малолітні перевертні, демони-лисиці, мавки та інші персонажі фольклору, а його нова знайома виявляється вищим вампіром.
Протягом серіалу, Цукуне заводить нових друзів (окрім Моки, це ще троє дівчат, тобто класичний гарем), бореться з ворогами та приховує свою людську сутність від інших учнів.

## Академія Йокай
Колледж для демонів — підлітків. Навколо академії знаходиться бар'єр, через який не можуть пройти люди. Якщо людина захоче перейти бар'єр, вона згине. Єдиними людьми, які змогли перейти бар'єр це Цукуне, та його двоюрідна сестра.
Головне правило у школі: всі учні академії, ввесь час повинні бути у людьській формі, та не повинні розповідати до якої раси вони належать. Але Мока зразу порушила це правило, та розповіла Цукуне що вона вампір, але це було до того, як вона дізналася про це правило.

## Персонажі

### Головні герої

Аоно Цукуне

Аоно Цукуне (яп. 青野 月音) — головний чоловічий персонаж в аніме та манзі. Середнього зросту, звичайна людина, яку помилково прийняли в коледж для демонів. Але незважаючи на небезпеку, яка загрожує йому він продовжує вчитися в цьому коледжі. Пізніше він стає вампіром і тому постійно під загрозою втратити своє тіло та людяність.
Цукуне дуже уважний та вихований. Хоча він попадав в багато небезпечних ситуацій (в основному через своїх ворогів, багато з яких потім стали його друзями), він завжди намагався вирішити суперечку мирно. Цукуне дуже відважний та самовідданий, особливо коли хтось з його друзів потрапляє в небезпеку.
З першої серії закохується у вищого вампіра Моку Акашію.

Мока Акашія

Сейю: Кішіо Дайсуке
Мока Акашія (яп. 赤夜 萌香) — головний жіночий персонаж в аніме та манзі. Попри те, що вона — вищий вампір, дуже тепло ставиться до Цукуне і стала його першою подругою у коледжі.
Мока дуже весела, оптимістична та гарна (майже всі хлопці в коледжі закохані в неї, є навіть фан-клуб закоханих в Моку). Спочатку ненавидить людей, тому що колись вчилася в звичайній людській школі де її дуже не любили, але після знайомства з Цукуне, починає ставитися до людей більш привітно. Її зв'язок з Аоно з часом все більш міцніє, тому дуже не любить коли хтось з інших дівчат намагається привернути його увагу.

Мока в формі вищого вампіра

Якщо зняти хрест із її шиї (це може зробити вона сама в хвилини сильного емоційного стресу, а з інших, з невідомої причини, на це здатен лише Цукуне), то печатка, що стримує її справжній характер, знімається і Мока перетворюється в дуже могутнього вищого вампіра. Крім зміни її фізичного стану (її волосся стає сивого, а очі червоного кольору), також змінюється її особистість. Ця «інша» Мока дуже зарозуміла та пихата. Інша Мока теж захищає Цукуне, але він представляє для неї інтерес тільки як джерело необхідної для неї крові.
У стані вищого вампіра, Мока володіє надлюдською силою, швидкістю та рефлексами, а також регенерацією. В цьому стані вона входить в S-клас демонів — найсильніших демонів у коледжі. Навіть у своїй звичайній формі вона володіє великими здібностями.
Але, оскільки вона вампір, то їй потрібна кров. В основному свою кров для неї дає Цукуне, але якщо це неможливо вона може випити замість крові томатний сік. Її найбільшою слабкістю є чиста вода, яка витягує з неї усі сили. Унікальною здібністю Моки є можливість переливати свою кров в інших, що робить їх на деякий час такими ж сильним як і вона.
Сейю: Нана Мідзукі

### Клуб журналістів

Куроно Куруму

Куроно Куруму (яп. 黒乃 胡夢) — є суккубом. Популярна дівчина у школі(як і Мока мала фан-клуб). Хотіла спокусити усіх хлопців за допомогою своїх здібностей, для того щоб зробити їх своїми рабами. Вважає, що це єдиний шлях, для того щоб знайти «свого єдиного» та врятувати свій рід від вимирання. Використовуючи здатність суккуба, зачарувала Цукуне, який через це заклинання припинив звертати уваги на Моку. Потім коли «друга» Мока трохи не вбила Куруму, Цукуне заступився за неї. Тоді Куруму й закохалася у Цукуне. Але пообіцяла більше не спокушати його, та вони стали друзями. Погано вчиться. У першому сезоні дражнила Юкарі, та у другому вони стали подругами. Не любить Мізорі, та постійно свариться з нею через Цукуне (до речі, їхні мами, також постійно сварилися у коледжі, та досі ненавидять один одного).
У своїй справжній формі має крила, хвіст та дуже гострі кігті на руках і ногах, якими можна перерізати будь-що. Також володіє досить значною силою (змогла підняти в повітря трьох людей). Здатна використовувати ілюзії в бою та має унікальне вроджене відчуття небезпеки. У другому сезоні манґи почала використовувати деякі чаклунські закляття.

Сендо Юкарі

Сейю: Фукуєн Місато
Сендо Юкарі (яп. 仙童 紫) — найрозумніша студентка академії демонів, а також наймолодша — вчиться в старших класах, хоча їй всього 11 років. Сендо — відьма, і тому завжди носить типовий одяг відьом (капелюх та плащ), хоча деякі студенти вважають, що це порушенням правил. Спочатку інші студенти постійно її дражнили через те, що вона відьма, але потім вона стала товаришувати з Мокою, яка не дражнила її. Юкарі стала ненавидіти Цукуне через ревнощі до Моки. Але після того, як Цукуне разом з Мокою, захистили її від знущань однокласників, змінила свою думку. Також після цього вона теж закохалася у Цукуне. Комплексує через свій вік, бо хоче зустрічатися з Цукуне. Теж має свій фан-клуб.
Як відьма, Сендо часто стикається з дискримінацією у світі демонів, так як відьми вважаються неповноцінними. Тому ставлення до них часто презирливе.

Шіраюкі Мідзорі

Сейю: Кояма Кіміко
Шіраюкі Мідзорі (яп. 白雪 みぞれ) — Дуже потаємна та замкнута, це наслідок травми в минулому, коли вона закохалася у вчителя, а він намагався її зґвалтувати і вона заморозила його. Після цього інциденту вона нікому не довіряла. Тривалий час не приходила на заняття, а коли з'явилася стала проявляти інтерес до Цукуне (створила собі журнал, де вклеювала всі його статті). Полюбляє спостерігати за іншими людьми (найчастіше спостерігає за Цукуне). Клубу журналістів вдається спростувати звинувачення проти неї в нападі на учителя, після цього вона стає членом клубу. В другому сезоні постійно сварилася з Куруму за Цукуне(одного разу вони навіть побилися). Її мама також постійно сварилася з мамою Куруму.
здатна контролювати лід та створювати з льоду своїх клонів, які можуть діяти цілком самостійно.

Моріока Ґіней

Сейю: Ріе Куґімія
Моріока Ґіней (яп. 森丘 銀影) — президент клубу журналістів. Ґіней — перевертень. Любить підглядати за дівчатами в роздягальнях, через що спочатку посварився з Цукуне, та підставив його виставивши збоченцем.
Хоча він і є головою клубу, але практично там не з'являється, тому що весь час нишпорить довкола в пошуках цікавих кадрів та напівоголених дівчат.
Сейю: Секі Томокадзу

## Список епізодів аніме
| №  | Японська назва           | Англійська назва                     | Українська назва                                |
| 1  | 新生活とバンパイア       | New Life and Vampire                 | Нове життя та вампір                            |
| 2  | 夢魔とバンパイア         | Succubus and Vampire                 | Суккуб та вампір                                |
| 3  | 魔女っ子とバンパイア     | Witch Girl and Vampire               | Відьма та вампір                                |
| 4  | さよならとバンパイア     | Goodbye and Vampire                  | Прощання та вампір                              |
| 5  | スクール水着とバンパイア | School Swimsuit and Vampire          | Купальник та вампір                             |
| 6  | 新聞部とバンパイア       | Newspaper Club and Vampire           | Клуб журналістів та вампір                      |
| 7  | 雪女とバンパイア         | Yuki-onna and Vampire                | Юкі-онна та вампір                              |
| 8  | 数学とバンパイア         | Math and Vampire                     | Математика та вампір                            |
| 9  | 夏休みとバンパイア       | Summer Vacation and Vampire          | Літні канікули та вампір                        |
| 10 | ひまわりとバンパイア     | Sunflower and Vampire                | Соняшник та вампір                              |
| 11 | 新学期とバンパイア       | New Semester and Vampire             | Новий семестр та вампір                         |
| 12 | 公安委員会とバンパイア   | Public Safety Commission and Vampire | Комісія з охорони громадської безпеки та вампір |
| 13 | 月音とバンパイア         | Tsukune and Vampire                  | Цукуне та вампір                                |

## Музика
Початковий ролик (опенінґ) — «COSMIC LOVE» (Нана Мідзукі), фінальний ролик (ендінґ) — «Dancing in the Velvet Moon» (Нана Мідзукі).

### Деякі інші мелодії
«Akai Jounetsu» (Red Passion) (Нана Мідзукі)

«Akai SWEET PEA» (Red Sweet Pea) (Нана Мідзукі)

«Nagisa no Deka MELON» (Big Melons on the Beach) (Фукуєн Місато)

«Toki ni Ai wa» (Time Will be as Love) (Фукуєн Місато)

«MAGICAL ROMANCE» (Кояма Кіміко)

«DELICATE ni Suki Shite» (Кояма Кіміко)